# TIFA
TIFA（ティファ）は、東京都武蔵野市に本社のある日本の釣具メーカー。釣り竿、疑似餌などを手掛ける釣り具メーカーである。

## 沿革
- 1985年 - 吉祥寺の釣具店である丸勝が母体となり、元エビスフィッシング勤務のバスプロ田辺哲男と元アーキストリアル勤務の佐伯信行らが中心となり立ち上げ。[1]
- 1986年 - 米Phenix Rods社の釣り具の輸入を開始。
- 198年 - トラウトルアーブランドであるCHIRAIを始動。
- 1990年 - 米G.loomis社のロッドの輸入を開始。
- 1991年 - ソルトウォーターブランドであるSWELLSを始動。
- 1994年 - 田辺哲男の個人ブランドであるNORIESとフライブランドであるテクニカルフライを始動。
- 1998年 - フライでバスを狙うというコンセプトのブランド、フラデバを始動。
- 2003年 - NORIESをマルキユーへ譲渡。[2]
- 現在 - 登記簿上名義のみ存在で営業活動無し(倒産では無い)

## 概要
吉祥寺の釣具店である丸勝が母体となり、誕生したメーカーである。創業当初は海外のルアー・フライ用品の輸入を行っていたが、後に自社ブランドの釣り具販売も開始した。
2002年頃までは丸勝がテレビ東京の釣り番組である釣りロマンを求めてのスポンサーをしていたことからティファの契約プロやティファの釣り道具が番組内に登場していた。
スウェルズ スペシャルパーパスシリーズには多くのアングラーが開発に関わっており、SIGHT6.4シリーズには釣具店サバロやイクシークの丸橋英三が、STANDING ROCKシリーズには石拳の村上義久が、BLACK RIDE 8.6ML、12.6MにはAIMSの橋本景が、7.6M、9.2L、9.8MはLOOPの嶋田仁正が、11.6Mはチームトリトンの井手口が開発に参加している。
2002年にはティファの営業部長でチライやテクニカルフライ、フラデバをプロデュースしていた佐伯信行が退社しノビーズブルーを設立。2003年には田辺哲男の個人ブランドであるノリーズをマルキユーに譲渡、そして2005年にはスウェルズのプロデューサーである上屋敷隆が退社しマングローブスタジオを設立するなどティファの主要メンバーが次々と独立した。2008年以降全ての業務を終了して登記簿上のみ存続している。

## ブランド
- ノリーズ(2003年にマルキユーへ譲渡)
- バス&シェイプ(フィリップバナナ、ザ・シェイプなどのブランドが統合して出来たバスルアーブランド)
- スウェルズ
- テクニカルトラウト
- テクニカルフライ
- チライ
- ジョルジオ・バナム
- 3Pig Bass
- BUILDERS
- スポルテ(サンライン製造の釣り糸)
- Jz ORIGINAL

## 取り扱っていたメーカー・ブランド
- Phenix(1994年に終了)
- G.loomis(ルアー用ロッドは魚矢がフライロッドはC&Fデザインが引き続き取り扱い)
- アングラーズチョイス(1995年に上州屋に譲渡)
- POE'S
- BULL DOG LURES
- ROBO WORM
- BOMBER
- SMITHWICK
- REBEL
- Dee's Jig
- ハニーホール
- ウッディベル(2001年にベルズインターナショナルに移行)
- ドラゴンルアーズ(ゲーリーインターナショナルが引き続き取り扱い)
- ウォーターランド(1997年まで取り扱い)
- ウォーターエクスプローションズ
- WESTERN TACKLE INDUSTRIES
- Jack Chencellor Lure Company
- BASS'N MAN
- Culprit
- Slider
- Water Gremlin
- DYNA BITE
- BASS BUSTIN' LURES
- Tournament Lures
- KEEPER BAIT COMPANY(後にオフトが取り扱い)
- TURN ABOUT
- GALAXY
- Walls
- OMEGA
- FISHERMAN EYE WEAR
- ACTION OPTICS
- Champion Boat
- STARCRAFT BOAT
- Smoker-Craft Boat
- KILLWELL SPORTS
- ANGLER FISHING RODS
- ATH
- Abel
- BM FLY REEL
- BILL BALLAN
- API
- MT.RANIER
- Bo Mohlin
- Stream Line
- TIBOR reel corp.
- THOMAS & THOMAS
- G&G
- Wilkins
- MCGINN
- CAIRNTON
- FishTec
- SUE GURGESS
- DYNA-KING
- CADDIS
- LOOP
- WILSON
- G・サカイ
- TEENY NYMPH